# Julije Janković (političar)
Grof Julije Janković (Pakrac, 26. veljače 1820. − 1904.), hrvatski političar, dobrotvor prosvjetnih i kulturnih ustanova, pravnik -> Janković Daruvarski
Rodio se je u Pakracu, 26. veljače 1820. godine, ali umire izvan granica nekadašnjeg Ugarsko-hrvatskog kraljevstva, za razliku od ostalih Jankovića, u dalekom Beču 14. studenoga 1904. Bio je istaknuti političar i jedan od najbogatijih vlastelina u Hrvatskoj, koji nije žalio podijeliti velik dio imetka za dobrotvorne svrhe i osnivanje prosvjetnih i kulturnih ustanova.
Jedini je sin Izidora (1789. – 1857.) i Eleonore grofice Pejačević od Virovitice (1793. – 1849.), koja se sporazumno rastavlja od Izidora u Julijevoj petoj godini života. Kao učenik i student, mladi Julije se isticao u svakom pogledu, a Požunsku akademiju i studij prava je završio kao prvi i najodličniji (primus eminens). Advokatsku diplomu stječe 1844. godine i polaže prisegu u Pešti.

#### Julije i politika
Podžupan postaje 29.listopada 1845. godine, i u tom svojstvu zastupa županiju na Požunskom saboru. Julije je u dobrim odnosima s Jelačićem pa prihvaća mjesto vrhovnog upravitelja požeške županije, a 21.svibnja 1849. uveden je u službu i čast. Nakon uvođenja ustavnog stanja, Julije 18.veljače 1861. godine biva ustoličen za velikog župana. Iako ima vodeću ulogu u Unionističkoj stranci koja se često prikazuje crno-bijelo, jer je smatrala da Trojedna kraljevina može željenu autonomiju ostvariti u što užem savezu s Ugarskom, Julije je jasan da ne želi podređivanje Mađarskoj. Nakon Hrvatsko-Ugarske nagodbe i osobito nakon odbijanja banske časti 1873. godine (koju tada preuzima Ivan Mažuranić), Julije se povlači iz političkog života.

##### Daruvar
Julije potiče komunikaciju i povezanost s modernim svijetom, što se vidi u poticanju dolaska pošte, telegrafa i željeznice. Poštanski ured otvoren je 1.prosinca 1856. godine a telegraf 24.lipnja 1871. Zajedno s grofom Arturom Nugentom, Julije 1872. godine dobiva dozvolu za prethodne radove na uskotračnoj pruzi od Virovitice preko Daruvara i Pakraca na Gradišku. Pruga je stigla u Daruvar tek 1885.
Potpomaže daruvarski kotar postradao od gladi i osniva Maticu hrvatsku u Daruvaru. Čitaonica u Daruvaru osnovana 1872. godine u pravilima navodi svrhu čitaonice koja nije samo čitanje knjiga, već i "razvijanje i promicanje družtvenosti, unapredjenje pouka i naobraženosti". Prvi predsjednik i jedna od osnivača čitaonice bio je Julije Janković, grof Daruvarski a nedugo zatim 1877. godine postaje i osnivač podružnice Matice hrvatske u Daruvaru.